# Mondaiji-tachi ga isekai kara kuru sō desu yo?
Mondaiji-tachi ga isekai kara kuru sō desu yo? (問題児たちが異世界から来るそうですよ?? lett. "I bambini problematici vengono da un altro mondo, vero?"), noto anche con l'abbreviazione Mondaiji (問題児?), è una serie di light novel giapponesi scritte da Tarō Tatsunoko e pubblicate da Kadokawa Shoten in due parti dal 31 marzo 2011: la prima parte, di 12 volumi, è illustrata da Yū Amano, mentre la seconda, sottotitolata Last Embryo (ラストエンブリオ?, Rasuto Enburio), è illustrata dalla disegnatrice Momoko e al 2020 è ancora in corso.
Fra il 2012 e il 2014 è stato pubblicato sulla rivista Comp Ace un manga seinen ispirato alla serie di light novel, disegnato da Rio Nanamono e poi raccolto in 4 volumi. Un secondo manga, uno shōnen disegnato da Anri Sakano e intitolato Mondaiji-tachi ga isekai kara kuru sō desu yo? Z, è stato pubblicato sulla rivista online Age Premium fra il 2012 e il 2013 e raccolto in 3 volumi. Una serie televisiva anime da 10 episodi ispirata ai romanzi e prodotta dallo studio d'animazione Diomedéa è stata trasmessa in Giappone su Tokyo MX e altre reti nel 2013.

## Trama
Tre ragazzi dotati di poteri psichici che hanno reso la loro vita monotona vengono trasportati in un mondo alternativo chiamato Hakoniwa no Sekai (箱庭の世界? "Mondo del giardino in miniatura"). Il primo ragazzo è Izayoi Sakamaki, un personaggio scontroso. Gli altri due personaggi sono Asuka Kudō e Yō Kasukabe. La prima è una ragazza altezzosa, mentre la seconda è taciturna. I tre ragazzi si conoscono in questo mondo alternativo e scoprono di esser stati evocati da Kuro Usagi, una ragazza con le sembianze di un coniglio, allo scopo di aiutare la comunità No Name (ノーネーム?, Nō Nēmu) a riprendere il proprio prestigio sconfiggendo il re diavolo (魔王?, Maō) grazie ai poteri chiamati Gift (ギフト?, Gifuto).

## Personaggi

### Principali
Izayoi Sakamaki (逆廻 十六夜?, Sakamaki Izayoi)
Doppiato da: Shintarō Asanuma
Si presenta durante la serie come un ragazzo arrogante che spesso usa la violenza per risolvere i problemi, ma che è anche molto intelligente. Il ragazzo decide di assecondare Kuro Usagi perché stanco della sua vita noiosa ed in cerca di qualcosa che riesca a divertirlo. Il suo Gift è "Code: Unknown" (正体不明?, Kōdo Announ). Il suo potere principale è quello di poter distruggere gli altri Gift. Il suo desiderio più grande è divertirsi. È inoltre un esperto di mitologia grazie agli insegnamenti della madre adottiva ed è anche un ottimo stratega.
Kuro Usagi (黒ウサギ?, Kuro Usagi, "Coniglio nero")
Doppiata da: Iori Nomizu
Ѐ una ragazza con le sembianze di un coniglio che ha evocato i tre ragazzi. La caratteristica particolare di questo personaggio è il mutare del colore dei suoi capelli che da blu diventano rosa nel momento in cui deve usare i suoi poteri. Oltre a questo ha una grande forza nelle gambe.
Asuka Kudō (久遠 飛鳥?, Kudō Asuka)
Doppiata da: Sarah Emi Bridcutt
Ѐ una ricca ragazza che ha il Gift "Ikō" (威光? lett. ""Autorità""). Questo potere le permette di controllare le altre persone attraverso il semplice uso di parole. Inoltre può controllare altri Gift a patto che questi abbiano una forza minore rispetto al suo. Possiede inoltre un secondo Gift chiamato "Dean" (ディーン?, Dīn), ossia un golem che è in grado di comandare. Il desiderio più grande di questo personaggio è capire gli altri.
Yō Kasukabe (春日部 耀?, Kasukabe Yō)
Doppiata da: Megumi Nakajima
Ѐ una ragazza molto tranquilla. Il suo Gift ha il nome di "Genome Tree" (生命の目録?, Genomu Tsurī), ossia un pendente regalatole dal padre. Il suo potere consiste nell'essere in grado di parlare e fare amicizia con gli animali, così da poter sfruttare le loro abilità. Un gatto la accompagna nei vari episodi della serie.

### Secondari
Jin Russel (ジン＝ラッセル?, Jin Rasseru)
Doppiato da: Hiromi Igarashi
È il membro più anziano della comunità No Name nonché il leader.
Riri (リリ?)
Doppiata da: Shiori Mikami
Fa parte della comunità No Name. Ha le sembianze di una volpe antropomorfa.
Shiroyasha (白夜叉?)
Doppiata da: Satomi Arai
È una funzionaria di Thousand Eyes (サウザンドアイズ?, Sauzando Aizu), Signora dei Demoni della Notte Bianca, spirito del sole e della notte bianca. Ha i capelli di color blu e bianco, gli occhi gialli simili a quelli di un gatto ed è piccola di statura. È solita vestire uno yukata ed è anche abbastanza perversa. Il suo controllo del sole le permette di creare scoppi di calore fino a 7000 gradi Celsius.
Leticia Draculair (レティシア＝ドラクレア?, Retishia Dorakurea)
Doppiata da: Yuiko Tatsumi
Un ex membro di No Name. Era una Signora Vampiro trasformata in schiava a seguito della caduta della sua comunità. Più tardi riprende i suoi poteri, ma accetta di lavorare come cameriera per la comunità. Anche come domestica aiuta a proteggere la comunità. Solitamente appare con la sua forma di "loli" ma ha anche una forma più matura che mostra solo nei momenti in cui usa magie avanzate.
Sandra Dortlake (サンドラ＝ドルトレイク?, Sandora Dorutoreiku)
Doppiata da: Kaori Sadohara
È una maestra del piano. Ha le caratteristiche di un dragonoide e può usare il fuoco nei suoi attacchi.
Pest (ペスト?, Pesuto) / Black Percher (黒死斑の魔王?, Burakku Pāchā)
Doppiata da: Chiwa Saitō
Signora dei Demoni non ufficiale e Leader di Grim Grimoire Hamlin. È l'incarnazione di 80.000 spiriti maligni che furono creati durante la Peste nera.

## Media

### Light novel

#### Prima parte
La prima parte è composta di 12 volumi, pubblicati fra il 2011 e il 2015. Fra novembre 2012 e novembre 2013 si è classificata all'undicesimo posto tra le light novel più vendute per serie (516 907 copie), mentre l'anno successivo (novembre 2013 - novembre 2014) è arrivata solo al ventisettesimo posto (187 561 copie).
| Nº | Titolo italiano (traduzione letterale) Giapponese 「Kanji」 - Rōmaji | Data di prima pubblicazione | Data di prima pubblicazione |
| Nº | Titolo italiano (traduzione letterale) Giapponese 「Kanji」 - Rōmaji | Giapponese |                             |
| 1  | I bambini problematici vengono da un altro mondo, vero? Sì! Il coniglio ti ha chiamato! 「問題児たちが異世界から来るそうですよ? YES! ウサギが呼びました!」 - Mondaiji-tachi ga isekai kara kuru sō desu yo? - YES! Usagi ga yobimashita!                            | 31 marzo 2011 ISBN 978-4-04-474839-5                                                                                                  |                             |
| 2  | I bambini problematici vengono da un altro mondo, vero? La dichiarazione di guerra del re diavolo 「問題児たちが異世界から来るそうですよ？ あら、魔王襲来のお知らせ？」 - Mondaiji-tachi ga isekai kara kuru sō desu yo? - Ara, maō shūrai no oshirase?             | 30 giugno 2011 ISBN 978-4-04-474848-7                                                                                                 |                             |
| 3  | I bambini problematici vengono da un altro mondo, vero? - L'evocazione del grande drago 「= 問題児たちが異世界から来るそうですよ？ そう……巨龍召喚」 - Mondaiji-tachi ga isekai kara kuru sō desu yo? Sō… Kyoryū shōkan                                              | 29 ottobre 2011 ISBN 978-4-04-474854-8                                                                                                |                             |
| 4  | I bambini problematici vengono da un altro mondo, vero? - Sconfiggi il tredicesimo sole! 「問題児たちが異世界から来るそうですよ？ 十三番目の太陽を撃て」 - Mondaiji-tachi ga isekai kara kuru sō desu yo? Jū-san banme no taiyō o ute                               | 29 febbraio 2012 ISBN 978-4-04-100182-0                                                                                               |                             |
| 5  | I bambini problematici vengono da un altro mondo, vero? - Arriva il signore delle acque 「問題児たちが異世界から来るそうですよ？ 降臨、蒼海の覇者」 - Mondaiji-tachi ga isekai kara kuru sō desu yo? Kōrin, sōkai no hasha                                          | 30 giugno 2012 ISBN 978-4-04-100357-2                                                                                                 |                             |
| 6  | I bambini problematici vengono da un altro mondo, vero? - La bandiera dell'alleanza dell'Uroboro 「問題児たちが異世界から来るそうですよ？ ウロボロスの連盟旗」 - Mondaiji-tachi ga isekai kara kuru sō desu yo? Uroborosu no renmei-ki                              | 30 novembre 2012 ISBN 978-4-04-100585-9                                                                                               |                             |
| 7  | I bambini problematici vengono da un altro mondo, vero? - Sole che tramonta, luna calante 「問題児たちが異世界から来るそうですよ？ 落陽、そして墜月」 - Mondaiji-tachi ga isekai kara kuru sō desu yo? Rakuyō, soshite tsuigetsu                                    | 30 marzo 2013 ISBN 978-4-04-100759-4                                                                                                  |                             |
| 8  | I bambini problematici vengono da un altro mondo, vero? - Il crudele drago a tre teste 「問題児たちが異世界から来るそうですよ？ 暴虐の三頭龍」 - Mondaiji-tachi ga isekai kara kuru sō desu yo? Bōgyaku no san-tō ryū                                               | 21 luglio 2013 (ed. con OAV) 1º agosto 2013 (ed. regolare) ISBN 978-4-04-100685-6 (ed. con OAV) ISBN 978-4-04-100936-9 (ed. regolare) |                             |
| 9  | I bambini problematici vengono da un altro mondo, vero? - Sì! È la vita quotidiana nel giardino in miniatura 「問題児たちが異世界から来るそうですよ？ ＹＥＳ！ 箱庭の日常ですっ！」 - Mondaiji-tachi ga isekai kara kuru sō desu yo? YES! Hakoniwa no nichijō desu! | 1º novembre 2013 ISBN 978-4-04-101060-0                                                                                               |                             |
| 10 | I bambini problematici vengono da un altro mondo, vero? - Quindi, il coniglio va nel Purgatorio 「問題児たちが異世界から来るそうですよ？ そして、兎は煉獄へ」 - Mondaiji-tachi ga isekai kara kuru sō desu yo? Soshite, usagi wa rengoku e                          | 1º aprile 2014 ISBN 978-4-04-101295-6                                                                                                 |                             |
| 11 | I bambini problematici vengono da un altro mondo, vero? - Attacca, più veloce della luce delle stelle! 「問題児たちが異世界から来るそうですよ？ 撃て、星の光より速く！」 - Mondaiji-tachi ga isekai kara kuru sō desu yo? Ute, hoshi no hikari yori hayaku！        | 1º agosto 2014 ISBN 978-4-04-102006-7                                                                                                 |                             |
| 12 | I bambini problematici vengono da un altro mondo, vero? - È la consultazione per la carriera di dio della guerra! 「問題児たちが異世界から来るそうですよ？ 軍神の進路相談です！」 - Mondaiji-tachi ga isekai kara kuru sō desu yo? Gunshin no shinro sōdan desu！   | 1º aprile 2015 ISBN 978-4-04-102006-7                                                                                                 |                             |

#### Seconda parte
| Nº | Titolo italiano (traduzione letterale) Giapponese 「Kanji」 - Rōmaji                                                                                                   | Data di prima pubblicazione             | Data di prima pubblicazione |
| Nº | Titolo italiano (traduzione letterale) Giapponese 「Kanji」 - Rōmaji                                                                                                   | Giapponese                              |                             |
| 1  | Last Embryo 1 - Ritorno dei bambini problematici 「ラストエンブリオ １ 問題児の帰還」 - Rasuto Enburio 1 Mondaiji no kikan                                             | 1º giugno 2015 ISBN 978-4-04-103061-5   |                             |
| 2  | Last Embryo 2 - Avatara ritorna 「ラストエンブリオ２ 再臨のアヴァターラ」 - Rasuto Enburio 2 Sairin no Abatāra                                                         | 1º dicembre 2015 ISBN 978-4-04-103093-6 |                             |
| 3  | Last Embryo 3 - Corri, treno degli spiriti! 「ラストエンブリオ３ 暴走、精霊列車！」 - Rasuto Enburio 3 Bōsō, seirei ressha!                                            | 1º giugno 2016 ISBN 978-4-04-103955-7   |                             |
| 4  | Last Embryo 4 - Il ritorno del re 「ラストエンブリオ４ 王の帰還」 - Rasuto Enburio 4 Ō no kikan                                                                        | 1º aprile 2017 ISBN 978-4-04-104715-6   |                             |
| 5  | Last Embryo 5 - Il momento del raduno, ricomincia la corsa! 「ラストエンブリオ５ 集結の時、暴走再開！」 - Rasuto Enburio 5 Shūketsu no toki, bōsō saikai!              | 1º giugno 2018 ISBN 978-4-04-105519-9   |                             |
| 6  | Last Embryo 6 - Scontro feroce!! Il continente di Atlantide 「ラストエンブリオ６ 激闘!! アトランティス大陸」 - Rasuto Enburio 6 Gekitō!! Atorantisu tairiku            | 1º dicembre 2018 ISBN 978-4-04-107678-1 |                             |
| 7  | Last Embryo 7 - Grida, eroe, il fulmine del dio risorto! 「ラストエンブリオ７ 吼えよ英傑、甦れ神の雷霆！」 - Rasuto Enburio 7 Hoe yo eiketsu, yomigaere kami no raitei | 1º giugno 2019 ISBN 978-4-04-107679-8   |                             |
| 8  | Last Embryo 8 - La reminiscenza dei bambini problematici 「ラストエンブリオ８ 追想の問題児」 - Rasuto Enburio 8 Tsuisō no mondaiji                                     | 1º luglio 2020 ISBN 978-4-04-108727-5   |                             |

### Manga

#### Prima serie
Un manga tratto dalla light novel, dell'autrice Rio Nanamomo, è stato pubblicato in 18 capitoli sulla rivista seinen Comp Ace dal 26 luglio 2012 al 25 gennaio 2014, e raccolto in quattro tankōbon. L'opera copre i primi due volumi della light novel e si presenta più fedele a quest'ultima rispetto all'adattamento animato.
| Nº | Data di prima pubblicazione | Data di prima pubblicazione | Data di prima pubblicazione |
| Nº | Giapponese                  | Giapponese                  |                             |
| -- | --------------------------- | --------------------------- | --------------------------- |
| 1  | 6 dicembre 2012             | ISBN 978-4-04-120524-2      |                             |
| 2  | 7 marzo 2013                | ISBN 978-4-04-120632-4      |                             |
| 3  | 21 agosto 2013              | ISBN 978-4-04-120833-5      |                             |
| 4  | 26 febbraio 2014            | ISBN 978-4-04-120947-9      |                             |

#### Mondaiji-tachi ga isekai kara kuru sō desu yo? Z
Mondaiji-tachi ga isekai kara kuru sō desu yo? Z (問題児たちが異世界から来るそうですよ? 乙?, Mondaiji-tachi ga isekai kara kuru sō desu yo? Zetto) è un manga disegnato da Anri Sakano (坂野 杏梨?, Sakano Anri) e pubblicato su Age Premium, rivista online legata alla rivista shōnen Monthly Dragon Age dell'editore Fujimi Shobō, dal 9 agosto 2012. È stato poi raccolto in tre tankōbon. I primi due volumi sono ambientati dopo il volume 2 della light novel, il terzo dopo il volume 5.
| Nº | Data di prima pubblicazione | Data di prima pubblicazione | Data di prima pubblicazione |
| Nº | Giapponese                  | Giapponese                  |                             |
| -- | --------------------------- | --------------------------- | --------------------------- |
| 1  | 7 gennaio 2013              | ISBN 978-4-04-712848-4      |                             |
| 2  | 9 maggio 2013               | ISBN 978-4-04-712871-2      |                             |
| 3  | 9 gennaio 2014              | ISBN 978-4-04-712993-1      |                             |

### Anime
L'adattamento su schermo è stato prodotto da Diomedéa, con la regia di Keizō Kusakawa e Yasutaka Yamamoto e la composizione di Noboru Kimura, per poi esser trasmesso su Tokyo MX dall'11 gennaio 2013; nei giorni successivi gli episodi venivano replicati su varie reti locali e nazionali (Chiba TV, TV Kanagawa, Television Saitama, Sun Television e TVQ dal 13 gennaio; BS12ch TwellV dal 14 gennaio; Gifu Broadcasting System dal 15 gennaio; Mie Television Broadcasting e AT-X dal 16 gennaio). La serie si è conclusa su Tokyo MX il 15 marzo 2013 con 10 episodi. In varie parti del mondo l'anime è stato pubblicato in simulcast sulla piattaforma Crunchyroll.

#### Lista episodi
| Nº | Titolo italiano (traduzione letterale) Giapponese 「Kanji」 - Rōmaji | In onda          | In onda |
| Nº | Titolo italiano (traduzione letterale) Giapponese 「Kanji」 - Rōmaji | Giapponese       |         |
| 1  | I bambini problematici arrivano in un giardino in miniatura, vero? 「問題児たちが箱庭にやって来たようですよ？」 - Mondaiji-tachi ga hakoniwa ni yattekita yō desu yo?                              | 11 gennaio 2013  |         |
| 1  | Izayoi Sakamaki, Asuka Kudō e Yō Kasukabe vengono trasportati in un mondo alternativo dove fanno la conoscenza di Kuro Usagi.                                                                      |                  |         |
| 2  | È una lolita pazza vestita con abiti giapponesi, vero? 「和装ロリはいろいろブっ飛んだお方のようですよ？」 - Wasō rori wa iroiro buttonda okata no yō desu yo?                                      | 18 gennaio 2013  |         |
| 2  | Asuka, Yō e Jin si confrontano con Galdo Gaspar, un uomo bestia capo di una comunità chiamata Forres Garo.                                                                                         |                  |         |
| 3  | Facciamo qualsiasi tipo di cosa nel bagno, vero? 「お風呂であんなコトやこんなコトだそうですよ？」 - Ofuro de anna koto ya konna koto da sō desu yo?                                                | 25 gennaio 2013  |         |
| 3  | I subordinati di Galdo si infiltrano nella comunità dei No Name. |                  |         |
| 4  | Un disgustoso pervertito vuole Kuro Usagi, vero? 「黒ウサギがエロイヤらしい奴に狙われたようですよ？」 - Kuro Usagi ga eroiyarashii yatsu ni nerawareta yō desu yo?                                 | 1º febbraio 2013 |         |
| 4  | Mentre Yō cerca di riprendersi, Kuro Usagi discute con Izayoi del loro prossimo passo per salvare Leticia Draculair, una vampira purosangue ex Signora dei Demoni.                                 |                  |         |
| 5  | Il giuramento è oltre le stelle, vero? 「誓いは星の彼方にだそうですよ？」 - Chikai wa hoshi no kanata ni da sō desu yo?                                                                            | 8 febbraio 2013  |         |
| 5  | Yō aiuta Izayoi e Jin a ottenere una delle repliche dell'elmo di Ade e rubare il vero elmo usando l'ecolocalizzazione.                                                                             |                  |         |
| 6  | I bambini problematici partecipano a una festa, vero? 「問題児たちがお祭り騒ぎに参加するようですよ？」 - Mondaijii-tachi ga omatsuri sawagi ni sanka suru yō desu yo?                              | 15 febbraio 2013 |         |
| 6  | Asuka ricorda i suoi giorni di reclusione in un collegio, spingendola a scegliere di entrare a Little Garden. Svegliandosi, trova una lettera che Kuro Usagi stava cercando di nasconderle.        |                  |         |
| 7  | Asuka non potrebbe sbaciucchiare qualcuno nel buio, vero? 「暗闇で飛鳥がチューチューされちゃうそうですよ？」 - Kurayami de Asuka ga chūchū sare chau sō desu yo?                                   | 22 febbraio 2013 |         |
| 7  | Shiroyasha e Yō sono invitate a partecipare a un torneo noto come "Battaglia dei Creatori". |                  |         |
| 8  | Con il suono del flauto arriva un grande disastro, vero? 「黒い凶事は笛の音と共に来るそうですよ？」 - Kuroi kyōji wa fue no oto to tomoni kuru sō desu yo?                                         | 1º marzo 2013    |         |
| 8  | La "Battaglia dei Creatori" inizia con Yō che si deve scontrare con Asha Ignis-Fatuus della comunità chiamata "Will-o'-the-wisp".                                                                  |                  |         |
| 9  | L'odore della morte che porta il disastro si sta diffondendo in città, vero? 「災禍をもたらす死の香りが街にはびこるようですよ？」 - Saika o motarasu shi no kaori ga machi ni habikoru yō desu yo? | 8 marzo 2013     |         |
| 9  | Mentre il caos regna su Salamandra, Kuro Usagi usa la sua autorità come "Judge Master" per mettere il gioco in pausa e chiedere ad entrambe le comunità coinvolte nello scontro di incontrarsi.    |                  |         |
| 10 | I bambini problematici fanno vedere chiaramente chi ha ragione, vero? 「問題児たちが白黒はっきりさせるようですよ？」 - Mondaiji-tachi ga shirokuro hakkiri saseru yō desu yo?                      | 15 marzo 2013    |         |
| 10 | Izayoi e gli altri compagni affrontano Black Plague, un Signore dei Demoni. |                  |         |

#### OAV
Il 21 luglio 2013 è stata pubblicata un'edizione dell'ottavo volume della light novel con un Blu-ray Disc allegato, intitolata Mondaiji-tachi ga isekai kara kuru sō desu yo? - Bōgyaku no san-tō ryū - Original anime Blu-ray dōnin-han (問題児たちが異世界から来るそうですよ？ 暴虐の三頭龍 オリジナルアニメ ブルーレイ同梱版?, Mondaiji-tachi ga isekai kara kuru sō desu yo? - Bōgyaku no san-tō ryū - Originaru anime Burūrei dōnin-han, "I bambini problematici vengono da un altro mondo, vero? - Il crudele drago a tre teste - Edizione con incluso un Blu-ray anime originale"). Il Blu-ray Disc contiene un episodio OAV dal titolo Mondaiji-tachi ga isekai kara kuru sō desu yo? ~Onsen man'yū-ki~ (問題児たちが異世界から来るそうですよ? ～温泉漫遊記～? "I bambini problematici vengono da un altro mondo, vero? - Cronaca di una gita alle terme"). Nell'episodio i No Name sono invitati a partecipare a un Gift Game per individuare una fonte d'acqua per una comunità; l'unica regola è che tutti devono indossare il costume da bagno.

#### Colonne sonore
La sigla iniziale dell'anime è Black † White di Iori Omizu. La sigla finale è To Be Continued? di Kaori Sadohara. Solo nell'episodio 10 la sigla finale è Bokutachi no seiza (ぼくたちの星座? lett. "La nostra costellazione"), sempre di Kaori Sadohara. Anche l'OAV ha le due sigle principali della serie. Nel corso della serie sono usate le canzoni Beauty as the Beast, di Kaori Sadohara featuring Yukio Yamagata, e Scarlet, di Sarah Emi Bridcutt accreditata come "Asuka Kudō starring Bridcutt Sarah Emi"; nell'OAV è invece utilizzata SINCERELY di "Yō Kasukabe" (Megumi Nakajima).
L'etichetta discografia FlyingDog ha pubblicato in due CD la colonna sonora dell'anime, composta da Shirō Hamaguchi. Il primo CD, intitolato 'TV Animation - Mondaiji-tachi ga isekai kara kuru sō desu yo? - Sound Community I (TVアニメーション「問題児たちが異世界から来るそうですよ？」サウンド・コミュニティI?, TV Animēshon - Mondaiji-tachi ga isekai kara kuru sō desu yo? - Saundo Komyūniti I), è stato pubblicato il 20 febbraio 2013 e contiene anche la versione televisiva di Black † White, la canzone Sincerely (di "Kasukabe Yō starring Nakajima Megumi") e la canzone Yes! Boys&Girls!! di Iori Nomizu (ufficialmente "Kuro Usagi starring Megumi Iori"). Il secondo CD è stato pubblicato il 13 marzo 2013 e contiene anche la canzone Scarlet e la canzone Unknown World di Shintarō Asanuma ("Sakamaki Izayoi starring Asanuma Shintarō").